# 각도기

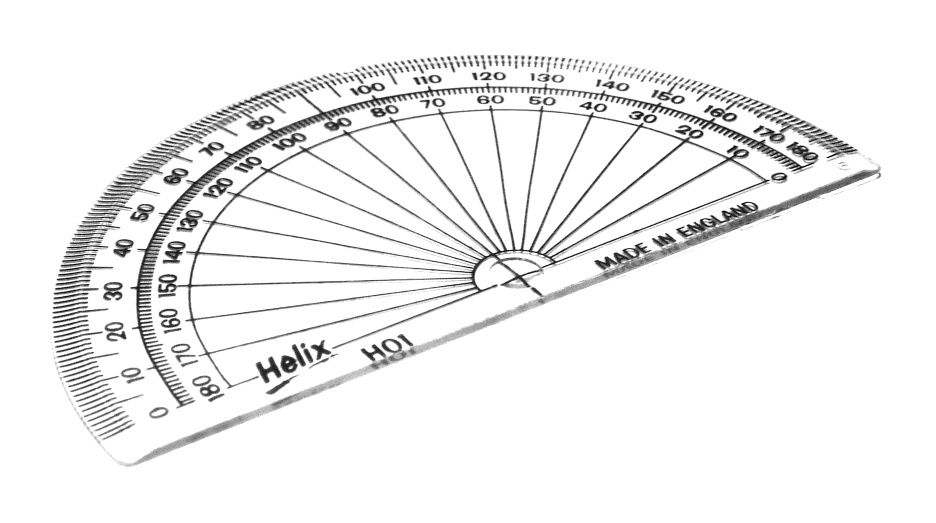
전형적인 각도기.

각도의 맞춤.

각도기(角度器, 문화어: 분도기(分度器))는 기하학에서 각도의 크기를 재는 원형 또는 반원형의 도구를 가리키는 말이다. 이때 단위로는 흔히 ˚가 쓰인다. 단순한 반원형의 각도기는 꽤 오래전부터 존재했으며, 만능각도측정기(Bevel protractor)처럼 보다 발전된 형태에서는 각도를 재기 편하도록 한두개의 팔이 달린 것도 있다.

## 갤러리

360° 각도기
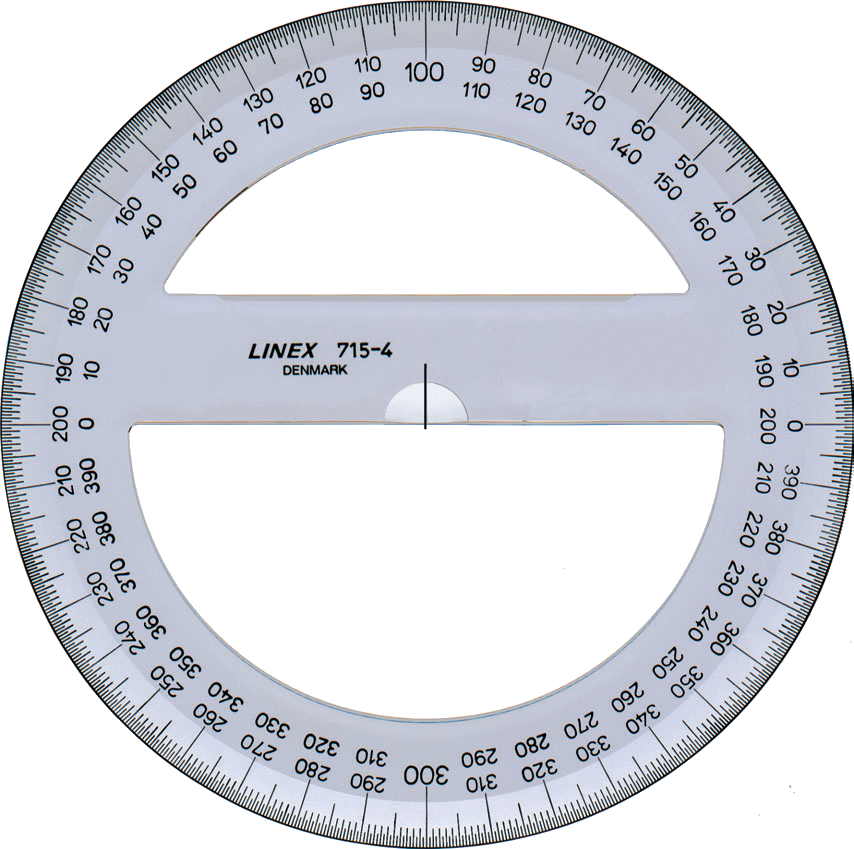
400곤(gon) 각도기
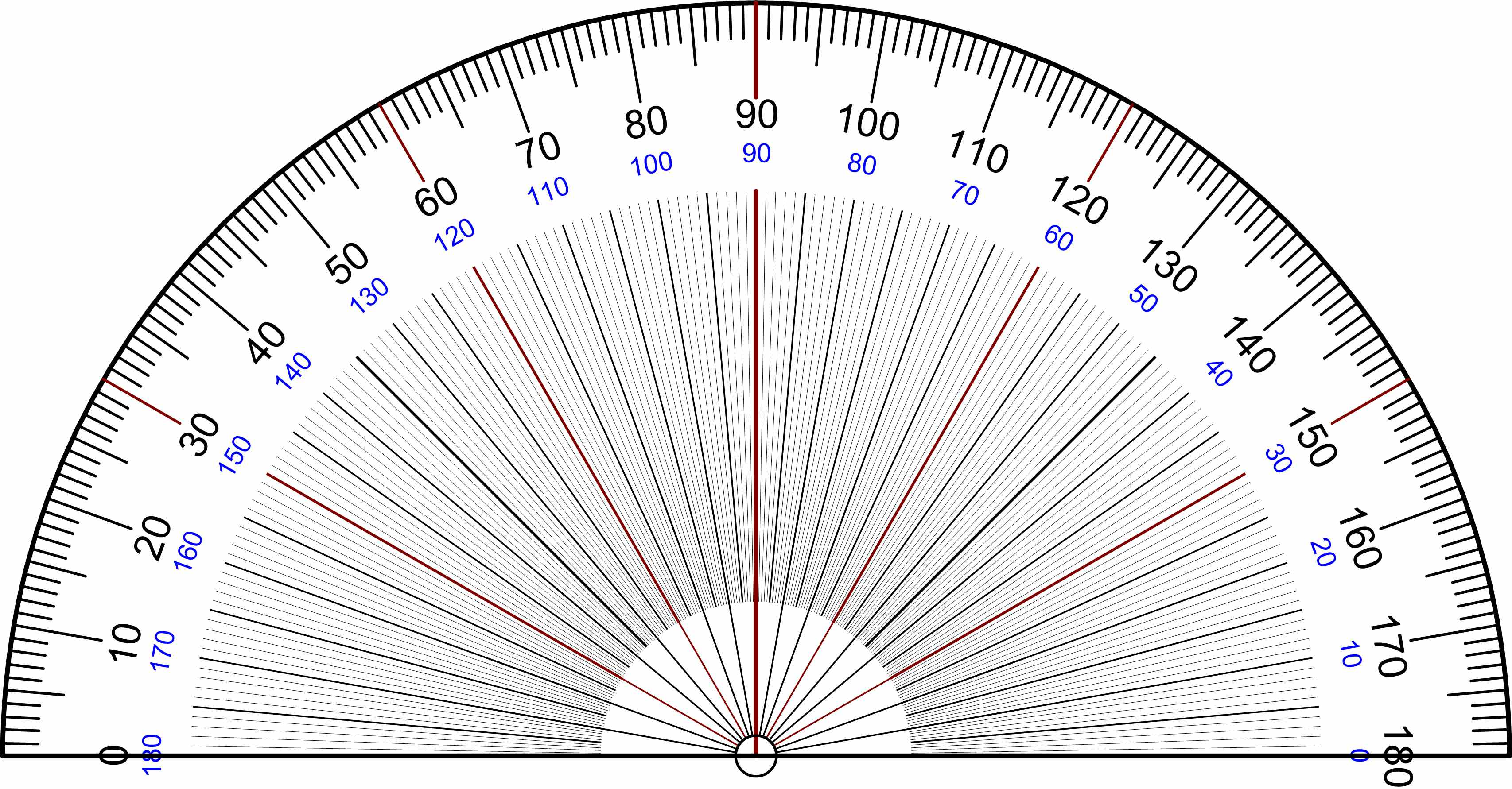
180° 각도기 (반원)
180° 각도기 (삼각자)

## 같이 보기
- 측각기
- 경각계
- 형판 (모양자)
- 만능각도측정기